# Shirō Kuramata
Shirō Kuramata (倉俣 史朗?, Kuramata Shirō; Tokyo, 29 novembre 1934 – 1º febbraio 1991) è stato un designer giapponese.
È considerato uno dei più importanti designer giapponesi del XX secolo. Il suo stile unisce la raffinatezza delle arti decorative tradizionali del Giappone con l'essenzialità propria del design moderno. Notevole anche il suo apporto nella ricerca di nuovi materiali, in particolare per ciò che riguarda il polimetilmetacrilato trasparente.

## Biografia
Studiò nel liceo politecnico di Tokyo, quindi dopo un'esperienza presso un produttore di mobili, dal 1956 frequentò la scuola di design di Kuwazawa. Nel 1965 fondò il Kuramata design Office, quindi si affermò come architetto d'interni e designer di elementi di arredo.
Estimatore di Ettore Sottsass venne da questi coinvolto nel progetto collettivo Memphis nei primi anni ottanta. Dal 1987 fu chiamato dalla famosa firma italiana Cappellini a ricoprire l'incarico di progettista di punta, consacrandosi definitivamente a livello internazionale.

Morto nel 1991, ha lasciato un segno profondo, come dimostra la sua presenza nelle collezioni permanenti del Museo di Arti Decorative di Parigi, del MoMA di New York, del Metropolitan Museum, del Vitra Design Museum e del Museo d'Arte Moderna di Toyama.

## Opere

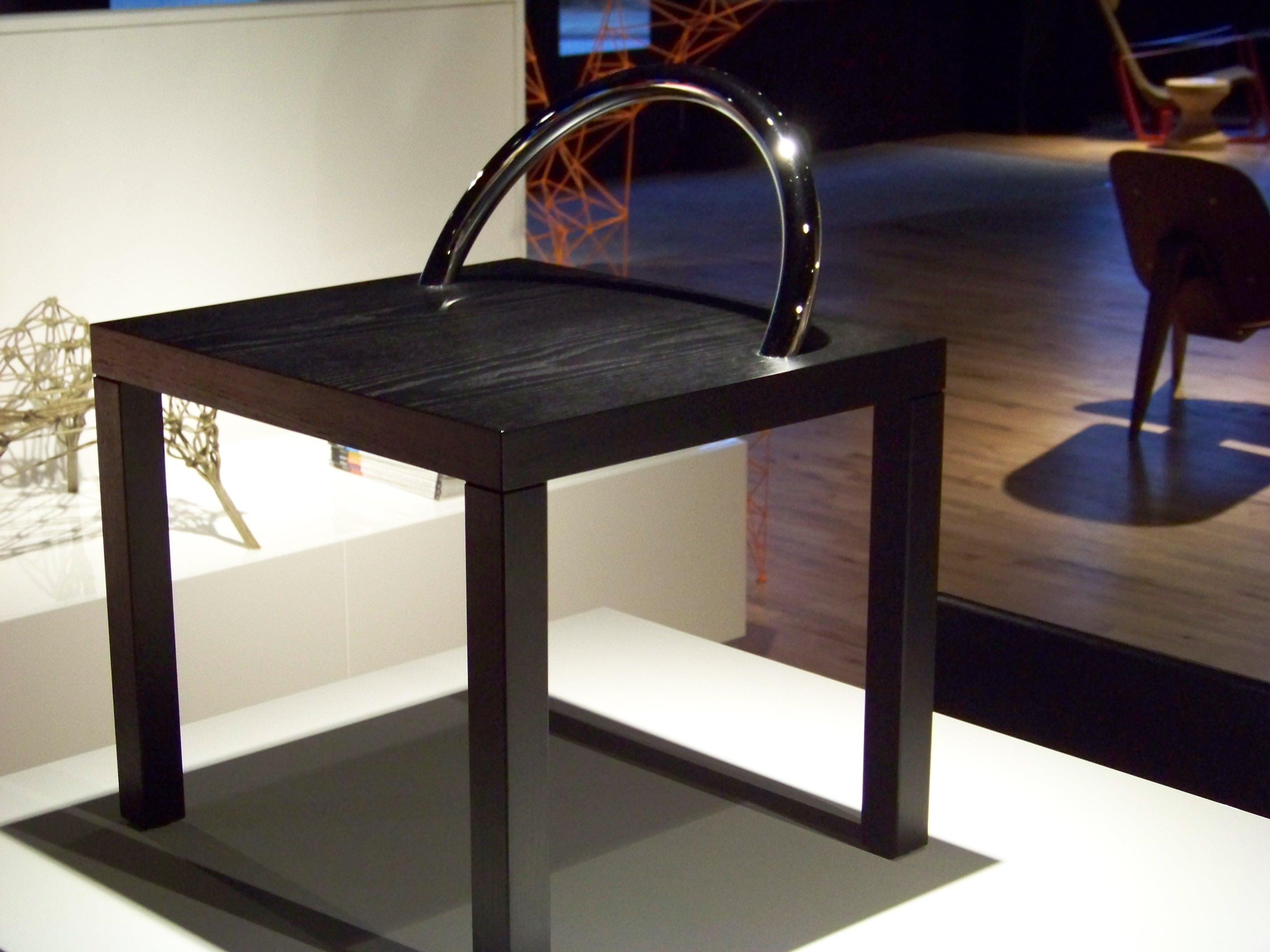
Sedia ko-ko (1986)

Tra le sue opere più rappresentative si possono evidenziare:
- Mobile Pyramid (1968),realizzato in polimetilmetacrilato e prodotto da Cappellini (azienda)
- Mobile Revolving Cabinet (1968), composto da cassetti in plastica acrilica sorretti da un corpo verticale in metallo, prodotto sempre da Cappellini (azienda)
- Cassettiere Side 1/Side 2 (1970), in frassino tinto nero con cassetti laccati bianco opaco tutti diversi per via della forma sinuosa e snella, su rotelle
- Sedia Glass Chair (1976)
- Tavolino Kyoto (1983), per il gruppo Memphis (design)
- Poltrona How High the Moon (1986), in rete metallica
- Poltroncina Miss Blanche (1988), in polimetacrilato trasparente con inseriti fiori di carta colorati